# Thromboxan-Rezeptor
Der Thromboxan-Rezeptor (TXA2-R) ist ein membranständiger G-Protein-gekoppelter Rezeptor in Wirbeltieren, der beim Menschen die Verklumpung von Thrombozyten vermittelt. TXA2-R gehört zu der Gruppe der Prostaglandin-Rezeptoren. Mutationen im TBXA2R-Gen können Bluterkrankheit verursachen.
Wenn TXA2-R durch Thromboxan aktiviert wird, bewirkt er im Zusammenhang mit Inositoltriphosphat eine Erhöhung des intrazellulären Ca2+ (Gq-gekoppelter Rezeptor). Dies bewirkt: 
- In Thrombozyten deren Aggregation.
- In glatten Muskelzellen deren Kontraktion.